# Syntavla
En syntavla är ett hjälpmedel för att mäta ögonens synskärpa.
En syntavla används vanligen för att undersöka synen för avstånd som ligger utanför närseendet, men kan även användas på kortare håll. Exempel på avstånd som används är 4, 5 och 6 meter, ibland kortare.
Syntavlan visar en uppsättning av speciellt utformade figurer, vilka är svarta mot vit bakgrund, och ska vara väl belyst. Syftet är att mäta ögats förmåga att kunna urskilja detaljer i dessa figurer.

## Olika varianter av syntavlor
Ett antal konstruktörer har genom tiderna skapat syntavlor, som vardera har sina egna karakteristiska egenskaper, och därför identifieras syntavlor med olika namn. 

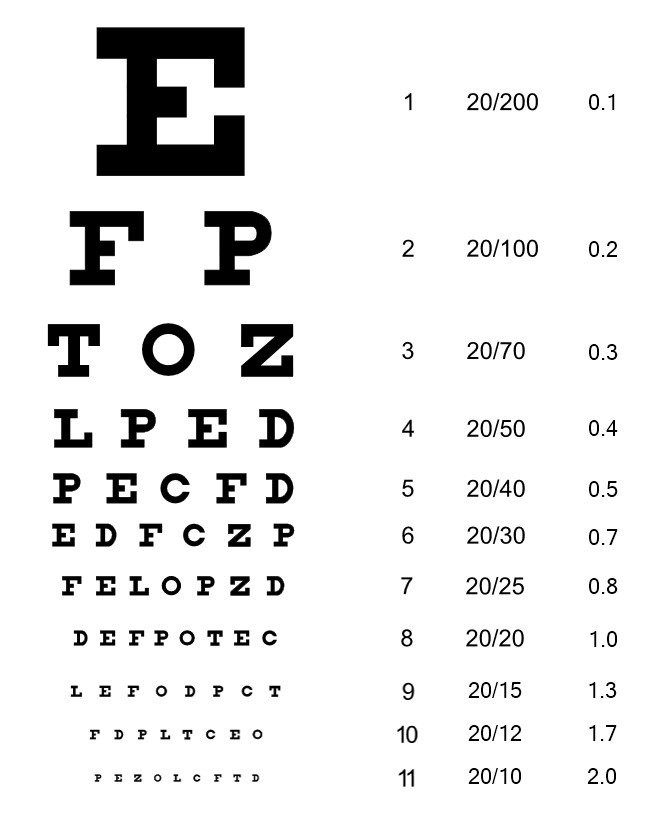
Bild 5

### Snellen-tavla
Denna syntavla skapades 1862 av Hermann Snellen, Utrecht, och figurerna är  bokstäver specialgjorda för att mäta synskärpa. Dessa karakteriseras av att fylla ut en kvadrat, det vill säga bredden och höjden är lika. 

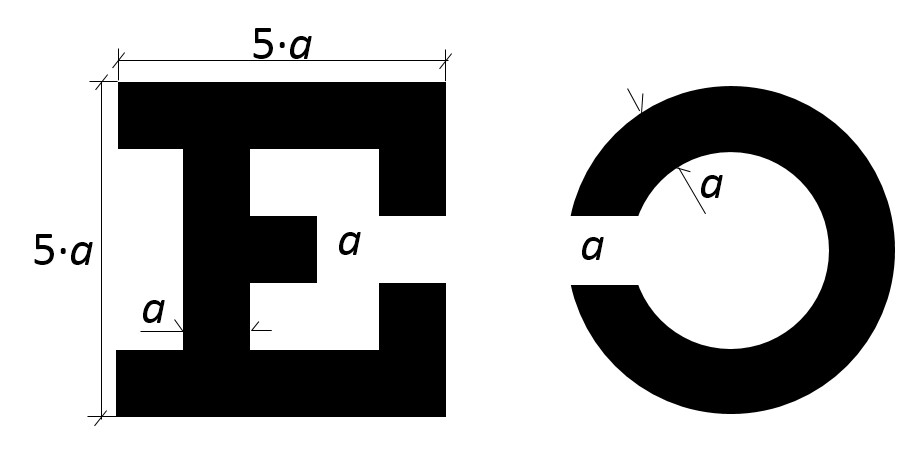
Bild 2

Till figurerna kopplas ett modulmått a = 1/5 av kvadratens sida.
Bokstäverna är utformade så att de specifika detaljerna har exakt bredden eller höjden a. I Bild 2 visas hur bokstaven E är uppbyggd. 
Det är vanligtvis bara nio bokstäver i alfabetet som används, C, D, E, F, L, O, P, T, Z,  vilka är särskilt lämpliga för att visa detaljer uppbyggda av modulmått. 
Bokstäverna är grupperade på rader med samma SD (Synvinkel för en figurs specifika detaljer mätt i bågminuter). och på sidan om varje rad anges vanligen dels ett radnummer, och dels motsvarande synskärpa med kvot-metoden eller decimaltal-metoden . Vilka av de nio bokstäverna som finns med på en viss rad varierar, Bild 5 visar ett typiskt exempel. 
De SD som konstruktören har valt att ta med i sekvensen i bild 5 ges av nedanstående tabell: 
| SD             | 10     | 5      | 3.5   | 2.5   | 2.0   | 1.5   | 1.25  | 1.0   | 0.8   | 0.6   | 0.5   |
| Kvot-20        | 20/200 | 20/100 | 20/70 | 20/50 | 20/40 | 20/30 | 20/25 | 20/20 | 20/15 | 20/12 | 20/10 |
| Kvot-6         | 6/60   | 6/30   | 6/21  | 6/15  | 6/12  | 6/9   | 6/7,5 | 6/6   | 6/4,5 | 6/3,6 | 6/3   |
| Decimaltal     | 0.1    | 0.2    | 0.3   | 0.4   | 0.5   | 0.7   | 0.8   | 1.0   | 1.3   | 1.7   | 2.0   |
| Log            | 1.00   | 0.70   | 0.54  | 0.40  | 0.30  | 0.18  | 0.10  | 0.00  | -0.10 | -0.22 | -0.30 |
| Procenttal-std | 20     | 49     | 64    | 76    | 84    | 91    | 96    | 100   | 104   | 107   | 109   |
| Procenttallog  | 20     | 44     | 56    | 68    | 76    | 86    | 92    | 100   | 108   | 118   | 124   |
| Radnummer      | 1      | 2      | 3     | 4     | 5     | 6     | 7     | 8     | 9     | 10    | 11    |

### Bokstavstavla
Detta är den allmänna beteckningen på syntavlor vars figurer är bokstäver. Ett grundläggande krav är att identifieringen av bokstaven avgörs av ögats förmåga att kunna urskilja bokstaven. Snellen-tavlans specialkonstruerade bokstäver är ett exempel på detta, med ett tydligt samband mellan bokstavens tjocklek och den 5 gånger större synvinkeln för bokstavens totala höjd. 

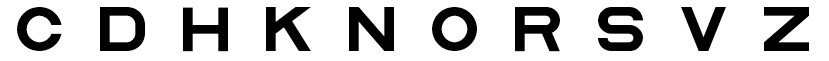
Bild 6

Ett annat exempel på bokstäver som uppfyller kraven är den uppsättning som skapades av 
Louise Sloan, Baltimore, 1959, som består av tio stycken bokstäver, vilka fått namnet Sloan-bokstäver, se Bild 6 .
Dessa är liksom Snellen-bokstäverna inskrivna i en kvadrat och har en tjocklek som är 1/5 av synvinkeln för kvadratens sida. De eliminerar en svaghet som Snellen-bokstäverna har, angående att det ibland går att gissa sig till vilken bokstav som visas. Sloan-bokstäverna har inga avslutande seriffer i slutet på linjerna, och de tio valda bokstäverna är mycket mera lika varandra än uppsättningen med Snellen-bokstäver. En ursprunglig idé var dessutom att alla tio bokstäverna skulle vara med på varje rad, eftersom ett lägre antal bokstäver på raderna, kan skapa rader som felaktigt blir mer lättlästa på grund av att bokstäverna trots allt inte är exakt lika svårlästa, t.ex. om O och C inte är med. Denna idé kan vara svår att genomföra eftersom en rad med tio stycken figurer  måste brytas ned till två rader för att inte syntavlan ska bli opraktiskt bred. 
Det kan vara problematiskt att översätta mätresultat från en viss bokstavstavla till en annan, om varken Snellen-bokstäver eller Sloan-bokstäver används. 
Det finns inget generellt samband som säger att ett mätvärde alltid kan beräknas från 1/5 av synvinkeln för höjden till en bokstav hämtad från ett fritt valt typsnitt/ font. Vissa sådana bokstäver är mera lättlästa jämfört med Snellen-bokstäver och Sloan-bokstäver. Detta betyder att ett öga som klarar av att urskilja lättlästa bokstäver med en viss total synvinkelhöjd, inte nödvändigtvis klarar av att urskilja Snellen-bokstäver eller Sloan-bokstäver som har samma totala synvinkelhöjd.

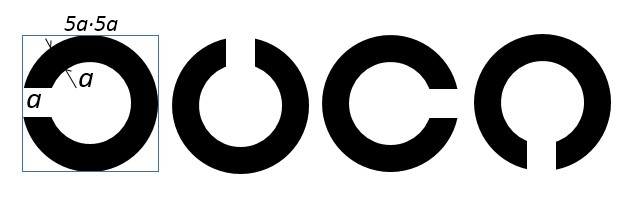
Bild 7

### Landolt C-tavla
Detta är den allmänna beteckningen på syntavlor som använder de fyra figurerna i Bild 7. De skapades av Edmund Landolt, Utrecht 1888, och har ett mycket tydligt samband mellan SD och hela figuren. De har liksom Snellen-bokstäverna ett modulmått a som är inskrivna i en kvadrat med sidan 5a.
Förutom att användas vid vanliga mätningar av synskärpa, används Landolt C-figurer ibland för att fastställa ett ekvivalent värde till figurer som inte redan är kalibrerade i en vedertagen standard. För vissa figurer som till exempel japanska Kanjibokstäver, är det väldigt svårt att få fram ett bra kalibreringsresultat, och i Japan används därför alternativt Landolt C figurer direkt. Detta har medfört att Landolt C figurer ibland kallas för japanska symboler.

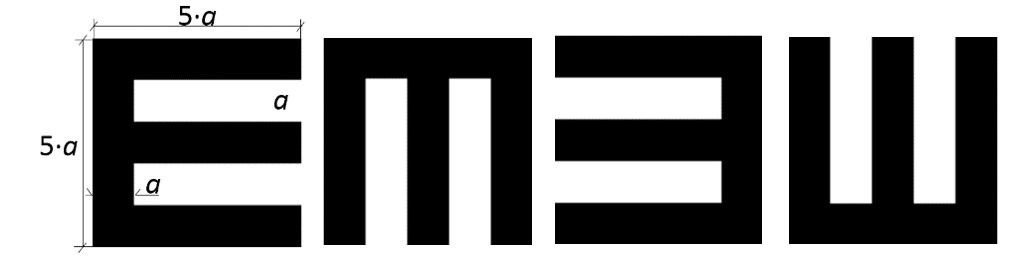
Bild 8

### Roterande E-tavla
Roterande E-tavla (engelska: Tumbling E-chart) är den allmänna beteckningen på syntavlor som använder de fyra figurerna i  Bild 8.
De har liksom Snellen-bokstäverna ett modulmått a inskrivna i en kvadrat med sidan 5a.

### LogMAR-tavla
LogMAR-tavla (engelska: Logarithm of the Minimum Angle of Resolution) skapades 1976 av Ian Bailey och Jan Lovie vid National Vision Research Institute of Australia.

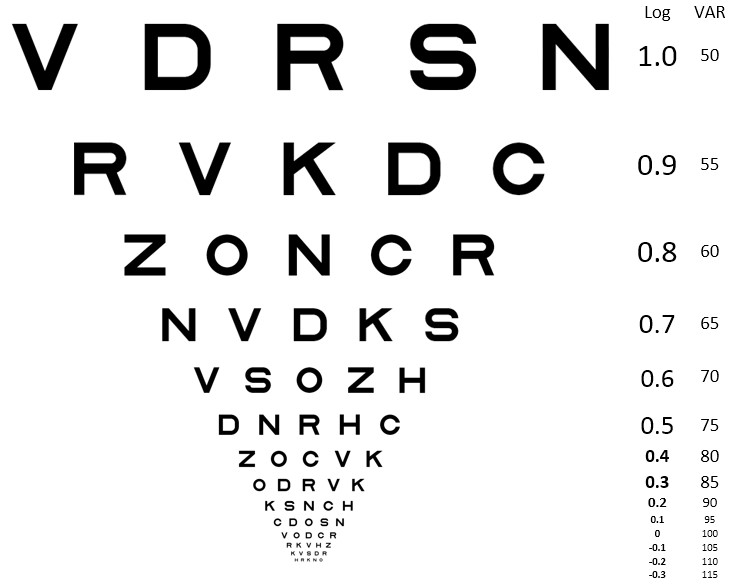
Bild 9

Denna typ av syntavla som visas i bild 9 där de valda figurerna är Sloan-bokstäver karakteriseras av att: 
1. storleken på bokstäverna mellan raderna ökas med en faktor k = 100.1 ≈ 1.259, eller sett ur logaritmen log10 en konstant skillnad som är 0,1.
2. Varje rad visas med 5 stycken figurer .
3. Luckan i sidled mellan figurerna är lika med figurernas bredd.
4. Avståndet i höjdled mellan raderna, ökar så att höjden på föregående rad ger avståndet till nästa rad, räknat nedifrån och uppåt.
5. Raderna justeras så att figurerna i mitten på raderna står lodrätt över varandra.
6. Figurtypen kan vara Snellen-bokstäver, Sloan-bokstäver, Landolt C, roterande E , LEA symbol eller någon annan lämplig figur.

| SD         | 10.00  | 7.94   | 6.31   | 5.01   | 3.98  | 3.16  | 2.51  | 2.00  | 1.58  | 1.26  | 1.00  | 0.79  | 0.63    | 0.50  |
| Log        | 1.00   | 0.9    | 0.8    | 0.7    | 0.6   | 0.5   | 0.4   | 0.3   | 0.2   | 0.1   | 0     | -0.1  | -0.2    | -0.3  |
| VAR        | 50     | 55     | 60     | 65     | 70    | 75    | 80    | 85    | 90    | 95    | 100   | 105   | 110     | 115   |
| Decimaltal | 0.10   | 0.13   | 0.16   | 0.20   | 0.25  | 0.32  | 0.40  | 0.50  | 0.63  | 0.79  | 1.00  | 1.26  | 1.58    | 2.00  |
| Kvot - 20  | 20/200 | 20/159 | 20/126 | 20/100 | 20/80 | 20/63 | 20/50 | 20/40 | 20/32 | 20/25 | 20/20 | 20/16 | 20/12.5 | 20/10 |
| Kvot - 6   | 6/60   | 6/48   | 6/38   | 6/30   | 6/24  | 6/19  | 6/15  | 6/12  | 6/9.5 | 6/7.5 | 6/6   | 6/4.8 | 6/3.8   | 6/3   |

Mätvärdet för synskärpan anges enligt log-metoden log10. Detta ger en skala som har en nollpunkt på den nominella raden
En konsekvens av den logaritmiska layouten är att om avståndet till tavlan minskas från det kalibrerade till att divideras med k ≈ 1.259, så kommer alla rader förskjuts exakt ett radsteg

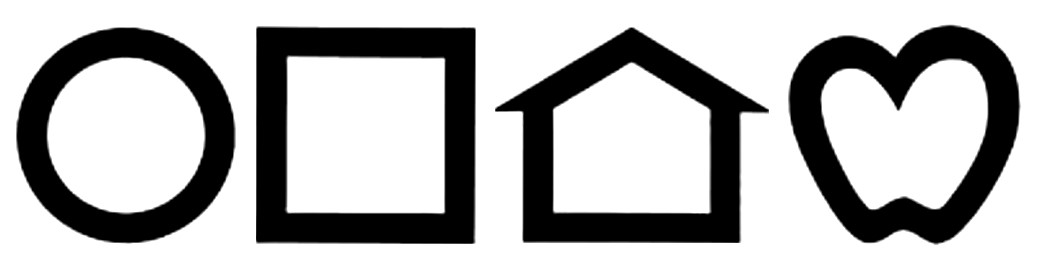
Bild 10

### LEA Symbol-tavla
Detta är den allmänna beteckningen på syntavlor som använder de fyra figurerna i Bild 10. Dessa skapades av  Lea Hyvärinen , 1976 , vid Wilmer Eye Institute.
Figurerna har utformats så att de är särskilt lämpliga för att mäta synskärpa hos små barn. Identifieringen kan göras utan att kunna namnet på figurerna eller att behärska begreppen upp/ner vänster/höger. 
Om man utgår från en befintlig syntavla med Landolt C figurer, och byter ut dessa mot LEA figurer som är 6,6/5 = 1,32 gånger högre, så visar kalibreringsresultatet  att syntavlan  ger samma mätresultat som tidigare.

## Hur en mätning genomförs
Specifikt för en mätning är om den gäller med eller utan glasögon/linser, och den kan utföras  i tre omgångar,  en för vardera ögat genom att täcka över det andra - monokulärt seende, och en för båda ögonen samtidigt - binokulärt seende.
Den person som mäts står på det kalibrerade avståndet från syntavlan och söker igenom figurerna i fallande ordning till den rad påträffas, för vilket gäller att nästa rads symboler inte kan urskiljas. 

## Beräkning av mätvärden för synskärpa
Det finns  ett antal olika alternativa metoder att räkna ut synskärpan
- Decimaltal-metoden. Enligt denna metod definierar man att mätvärdet på synskärpa ska vara ett decimaltal som är lika med inverterade värdet av den uppmätta synvinkelgränsen i bågminuter.

- Kvot-metoden. Detta alternativ för att ange mätvärdet för synskärpa, kopplar till varje rad två tal som bildar en kvotbeteckning a/b som kan beskrivas som: ”Ögat behöver avståndet a för att urskilja en figur, som ett nominellt öga urskiljer på avståndet b”
- M-Enheten där man konvererar figurens höjd till meter enligt en formel
- Log-metoden (kallas också för LogMAR-metoden). Synskärpan anges i ett värde omvandlat till ett logaritm värde
- VAR-metoden (engelska Visual Acuity Rating) Detta mätvärde använder sig av Log-metodens värden men för att undvika att mätvärdet ökar när synförmågan minskar, har metoden konstruerats så att VAR värdet minskar åt samma håll som synförmågan.  Dessutom blir VAR värdena heltal i stället för decimaler, genom att multiplicera log-värdet med ett värde enligt en formel
- Procenttal-metoden. Full förmåga ges 100%, ingen förmåga = 0% . Förmåga ställs i relation till ett visst sammanhang.

## Att urskilja detaljer
Synskärpa knyts till undre gränsen för ögats förmåga att kunna urskilja specifika detaljer som finns inuti en svart figur mot vit bakgrund. Dessa detaljer skapas av att växla mellan helt svarta  ytelement och helt vita öppningar. Synskärpa grundar sig därmed på förmågan att kunna urskilja ett mellanrum mellan två svarta fläckar, och figurerna är alltså ett hjälpmedel för att testa denna förmåga. Med urskilja menas här att kunna se vad en figur föreställer

## Fotnoter och referenser
1. ↑  80 – 320 cd/m2 . Se sid 9   Measurement of Visual Field and Visual Acuity for Disability Determination, National Academy Press Washington D.C. 1994 .
2. ↑  Hermann Snellen, https://en.wikipedia.org/wiki/Herman_Snellen
3. ↑  A tribute to Louise L. Sloan: Colour Vision Deficiencies No. 7, International Symposium Proceedings, by Robert W. Massof
4. ↑  Edmund Landolt,  http://en.wikipedia.org/wiki/Edmund_Landolt
5. ↑  Ian Bailey och Jan Lovie,  http://onlinelibrary.wiley.com/doi/10.1111/j.1444-0938.2004.tb03145.x/pdf
6. ↑  Lea Hyvärinen, http://www.lea-test.fi/leaweb/index.html
7. ↑  Visual Acuity by Michael Kalloniatis and Charles Luu http://webvision.med.utah.edu/book/part-viii-gabac-receptors/visual-acuity/